# 로나 니슐리우
로나 니슐리우(알바니아어: Rona Nishliu, 세르비아어: Рона Нишлију / Rona Nišliju, 1987년 8월 25일 ~ )는 코소보의 가수이다. 유로비전 송 콘테스트 2012에서 알바니아 대표로 참가했다.